# SummerSlam 2015
SummerSlam (2015) was een professioneel worstel-pay-per-view (PPV) en WWE Network evenement dat georganiseerd werd door WWE. Het was de 28ste editie van SummerSlam en vond plaats op 23 augustus 2015 in het Barclays Center in Brooklyn, New York. Dit was de eerste evenement in het Barclays Center sinds 2008. Hiervoor heeft het evenement van 2009 tot 2014 in het Staples Center plaats gevonden. De 28ste editie zou eigenlijk in het Izod Center gehouden worden, maar in april 2015 sloot het zijn deuren. Dit was ook het eerste evenement dat 4 uur lang duurde, de lengte van WrestleMania.

## Matches
| Nr. | Match | Winnaar(s)                  | Opmerkingen                                                                                      | Bron  |
| --- | --- | --------------------------- | ------------------------------------------------------------------------------------------------ | ----- |
| 1   | Sheamus vs. Randy Orton | Sheamus                     | Eén-op-één match.                                                                                | [ 4 ] |
| 2   | The New Day (Big E & Kofi Kingston) (met Xavier Woods) vs. The Prime Time Players (Darren Young & Titus O'Neil) (c), Los Matadores (Diego & Fernando) (met El Torito) vs. The Lucha Dragons (Kalisto & Sin Cara) | The New Day (nc)            | Fatal 4-Way match voor het WWE Tag Team Championship.                                            | [ 4 ] |
| 3   | Dolph Ziggler (met Lana) vs. Rusev (met Summer Rae) | N.V.T.                      | Eén-op-één match. De match eindigde in een Double Count Out.                                     | [ 4 ] |
| 4   | Neville & Stephen Amell vs. King Barrett & Stardust | Neville & Stephen Amell     | Tag team match.                                                                                  | [ 4 ] |
| 5   | Ryback (c) vs. Big Show vs. The Miz | Ryback                      | Triple threat match voor het WWE Intercontinental Championship.                                  | [ 4 ] |
| 6   | Dean Ambrose & Roman Reigns vs. The Wyatt Family (Bray Wyatt & Luke Harper) | Dean Ambrose & Roman Reigns | Tag team match                                                                                   | [ 4 ] |
| 7   | WWE World Heavyweight Champion Seth Rollins vs. WWE U.S. Champion John Cena | Seth Rollins (nc)           | Winner Takes All match voor het WWE World Heavyweight Championship en het WWE U.S. Championship. | [ 4 ] |
| 8   | Team PCB (Becky Lynch, Charlotte en Paige) vs. Team B.A.D. (Naomi, Sasha Banks en Tamina) vs. Team Bella (Alicia Fox, Brie Bella en Nikki Bella)                                                                 | Team PCB                    | Three-Team Elimination match.                                                                    | [ 4 ] |
| 9   | Kevin Owens vs. Cesaro | Kevin Owens                 | Eén-op-één match.                                                                                | [ 4 ] |
| 10  | The Undertaker vs. Brock Lesnar (met Paul Heyman) | The Undertaker              | Eén-op-één match. The Undertaker won door technical submission.                                  | [ 4 ] |